# Dichelacera corumbaensis
Dichelacera corumbaensis är en tvåvingeart som beskrevs av Barros och Gorayeb 1995. Dichelacera corumbaensis ingår i släktet Dichelacera och familjen bromsar. Inga underarter finns listade i Catalogue of Life.